# Боян Бянов
Боян Златев Бянов е български офицер, полковник, футболист, първият капитан на националния отбор по футбол на България. Роден е на 20 октомври 1900 във  Варна. Играе на поста централен защитник.
Като дете помага на свещениците в храмовете в родния си град „Св. Николай“ и „Св.арх. Михаил“. Завършва Военното училище в  София през 1922 г., а Военната академия през 1937 г. Военната му кариера започва като поручик в шеста пехотна търновска дружина, а след това служи в 39-а пехотна солунска дружина, базирана в  Бургас. От 1930 г. е в десети пехотен родопски полк, а между 1933 и 1935 г. е в осми приморски пехотен полк. От 1935 г. е адютант на трета военноиспекционна област. На следващата година е изпратен в седми пехотен преславски полк. През 1939 г. вече като майор е в петнадесети пехотен ломски полк. През 1944 г. е началник-щаб на 24-та пехотна дивизия. По време на българското участие във Втората световна война е началник тил. От 1945 г. е преподавател във Военната академия, а от 1946 г. и неин началник. От 1947 г. е началник-щаб на тила на войската.

## Кариера
Бянов е сред най-значимите фигури в историята на българския футбол. Започва да тренира с „Тича“ и впоследствие се превръща в една от най-големите легенди на клуба.
По време на обучението си в юнкерското училище в София, играе в „Левски“. Добрата му игра, му осигурява повиквателна за новосформирания национален отбор, където е определен за капитан на отбора. На 21 май 1924 г. той извежда отбора за първата си среща срещу Австрия. Общо изиграва 4 мача за националния отбор. Участва на Летните олимпийски игри в Париж от 1924 г. Друг знаменателен факт е свързан с него. Тича печели Сребърната купа на Букурещ през 1925 г. Това е и първият спортен трофей завоюван за България. Като капитан на отбора, той пръв вдига купата.
По време на войната от 1945 г. организира футболни срещи в паузите между военните действия. След края на войната става началник на Военната академия, работи и във Военното министерство. По-късно е назначен на работа в БОК. Умира на 22 декември 1972 година.